# Armstrong Siddeley Lynx

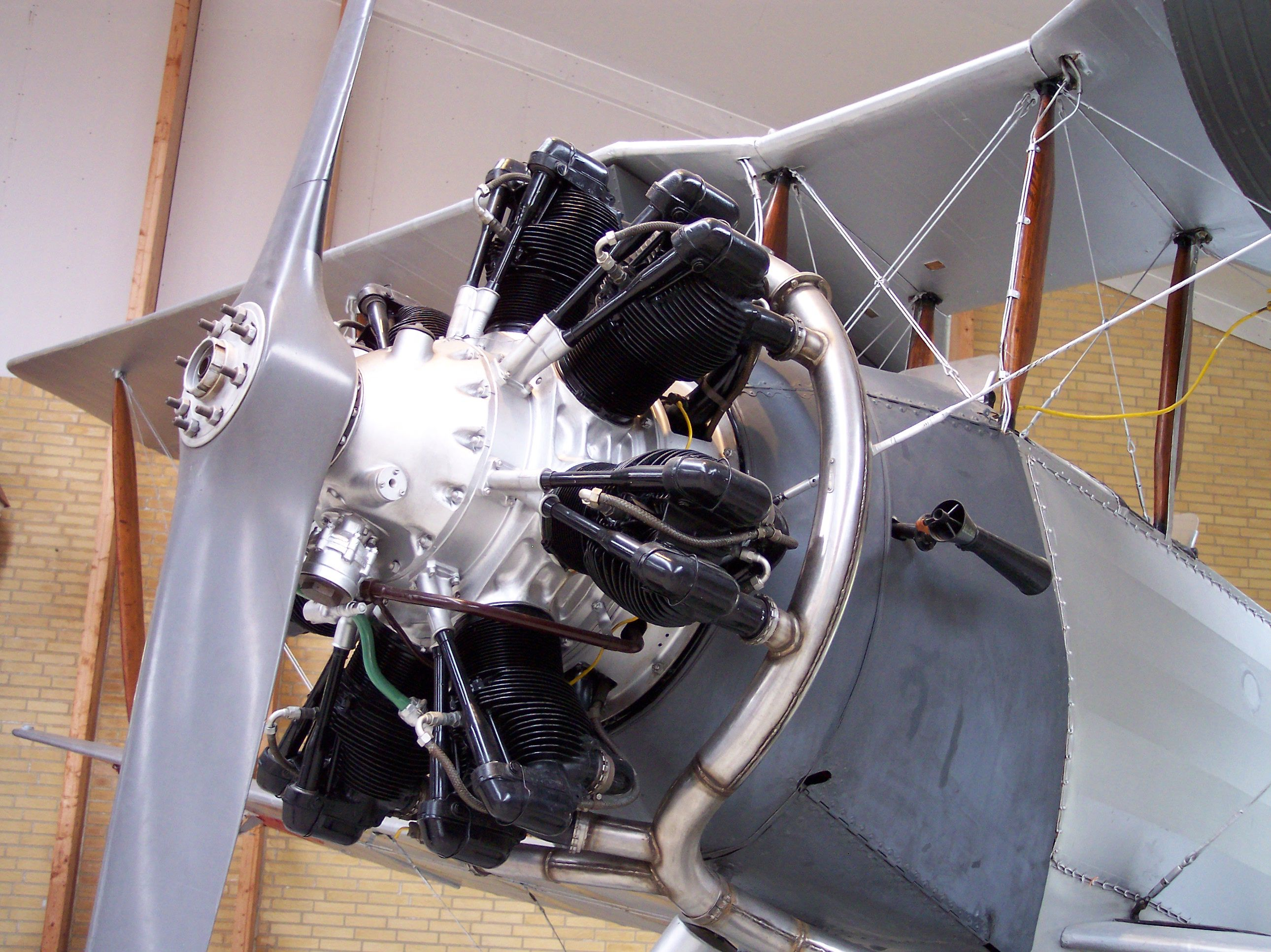
Un Armstrong-Siddeley Lynx IV installato sul muso di un Avro 504N

L'Armstrong Siddeley Lynx era un motore radiale aeronautico a 7 cilindri a singola stella prodotto negli anni venti e trenta dalla britannica Armstrong Siddeley.
In Italia venne costruito su licenza dall'Alfa Romeo Milano con la denominazione Alfa Romeo Lynx e realizzato in 450 esemplari nel periodo che va dal 1930 al 1934.

## Versioni
- Lynx I -
- Lynx IV - potenza erogata 200 hp
  - Lynx IVC - potenza erogata 240 hp

## Velivoli utilizzatori
Canada
- Canadian Vickers Varuna
- Canadian Vickers Vedette

 Germania
- Albatros L 68e
- Raab-Katzenstein RK-26

 Italia
- Breda Ba.19 (prototipo)[1]

 Regno Unito
- Airspeed AS.5 Courier
- Avro 504N (conosciuto anche come Avro Lynx)
- Avro 618 Ten
- Avro 621 Tutor
- Avro 646 Sea Tutor
- BAT Bantam (un unico esemplare)
- Larynx